# Variasjoner over den norske folketone ‘Med Jesus vil eg fara’
Variasjoner over den norske folketone ‘Med Jesus vil eg fara’ is een compositie van Knut Nystedt. Nystedt kreeg gedurende de jaren ’30 les op het orgel. Het bleef een geliefd muziekinstrument voor hem, want in de jaren die volgden verschenen talloze compositie voor dat instrument. Binnen zijn officiële lijst is dit werk, dat valt in het genre Thema met varaties, het eerste in die reeks. Nystedt nam een volksliedje (vrij vertaald als Met Jezus wil ik varen) uit Sunnmøre en ging daarmee aan de slag.
De acht titels:
1. Koraaltempo (in unisono)
2. Variatie 1: Koraaltempo
3. Variatie 2: Molto tranquillo
4. Variatie 3: Allegretto scherzando
5. Variatie 4: Con moto
6. Variatie 5: Lento
7. Variatie 6: Vivace
8. Variatie 7: Allegro energico.